# Thieulloy-l'Abbaye
Thieulloy-l'Abbaye là một xã ở tỉnh Somme, vùng Hauts-de-France, Pháp.

## Địa lý
Thị trấn này có cự ly khoảng 15 dặm Anh về phía tây nam của Amiens, trên đường D51.

## Dân số
| 1954                                                  | 1962 | 1968 | 1975 | 1982 | 1990 | 1999 |
| ----------------------------------------------------- | ---- | ---- | ---- | ---- | ---- | ---- |
| 338                                                   | 366  | 386  | 370  | 287  | 282  | 276  |
| Số liệu dân số từ năm 1962, dân số không tính hai lần |      |      |      |      |      |      |